# 496. п. н. е.

## Догађаји
- Битка код Регилског језера против Латина.